# Рудолф фон Церинген
Рудолф фон Церинген (на немски: Rudolf von Zähringen, * ок. 1135, † 5 август 1191 в Хердерн при Фрайбург) от род Церинги е архиепископ на Майнц през 1160 г. и принц-епископ на Лиеж (1167 – 1191).

## Биография
Той е третият син на херцог Конрад фон Церинген († 1152) и съпругата му Клеменция от Люксембург-Намюр († 1158) от Дом Намюр. Той е брат на Бертхолд IV, херцог на Церинген.
Рудолф е определен през 1160 г. от жителите на Майнц за наследник на Арнолд фон Зеленхофен, обаче не е признат от император Фридрих I, заради конфликтите между Хоенщауфените и Церингите. Рудолф е отлъчен от църквата на събора в Лоди, и Христиан I фон Бух поема Майнц.
През 1167 г. Рудолф е епископ на Лиеж, при което му помага брат му херцог Бертхолд IV фон Церинген.
На 11 май 1188 г. Рудолф отива с войската си в Регенсбург за Третия кръстоносен поход под Фридрих Барбароса. През октомври 1190 г. той стига до обсадения град Акон. През 1191 г. по време на връщането той умира в Хердерн и е погребан в манастир Св. Петър в Шварцвалд.